# Tripterospermum filicaule
Tripterospermum filicaule är en gentianaväxtart som först beskrevs av William Botting Hemsley, och fick sitt nu gällande namn av H. Smith. Tripterospermum filicaule ingår i släktet Tripterospermum och familjen gentianaväxter. Inga underarter finns listade i Catalogue of Life.